# Genie (strijdmachtonderdeel)

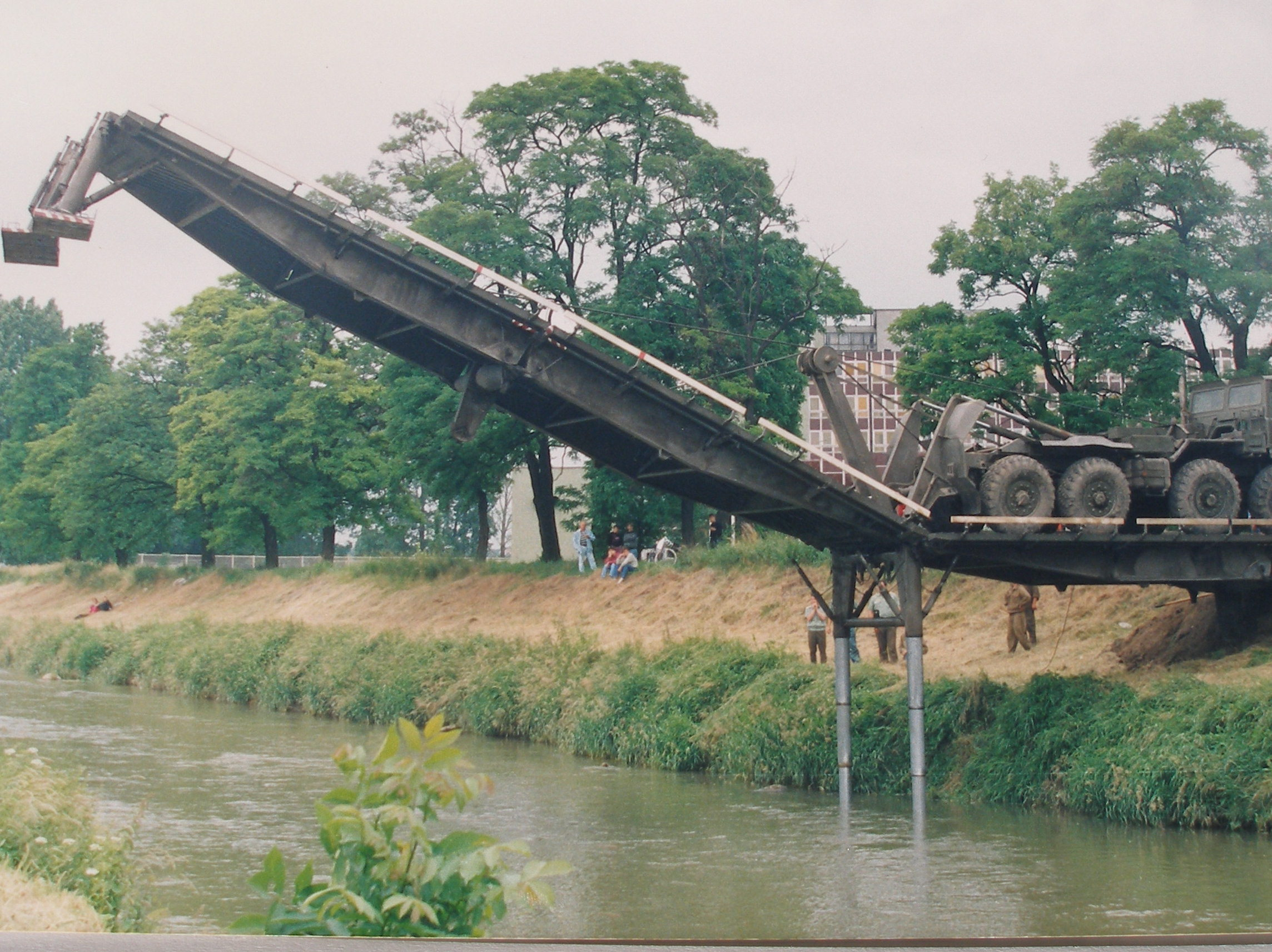
De doelstellingen van de genie bestaan uit: mobiliteit,...

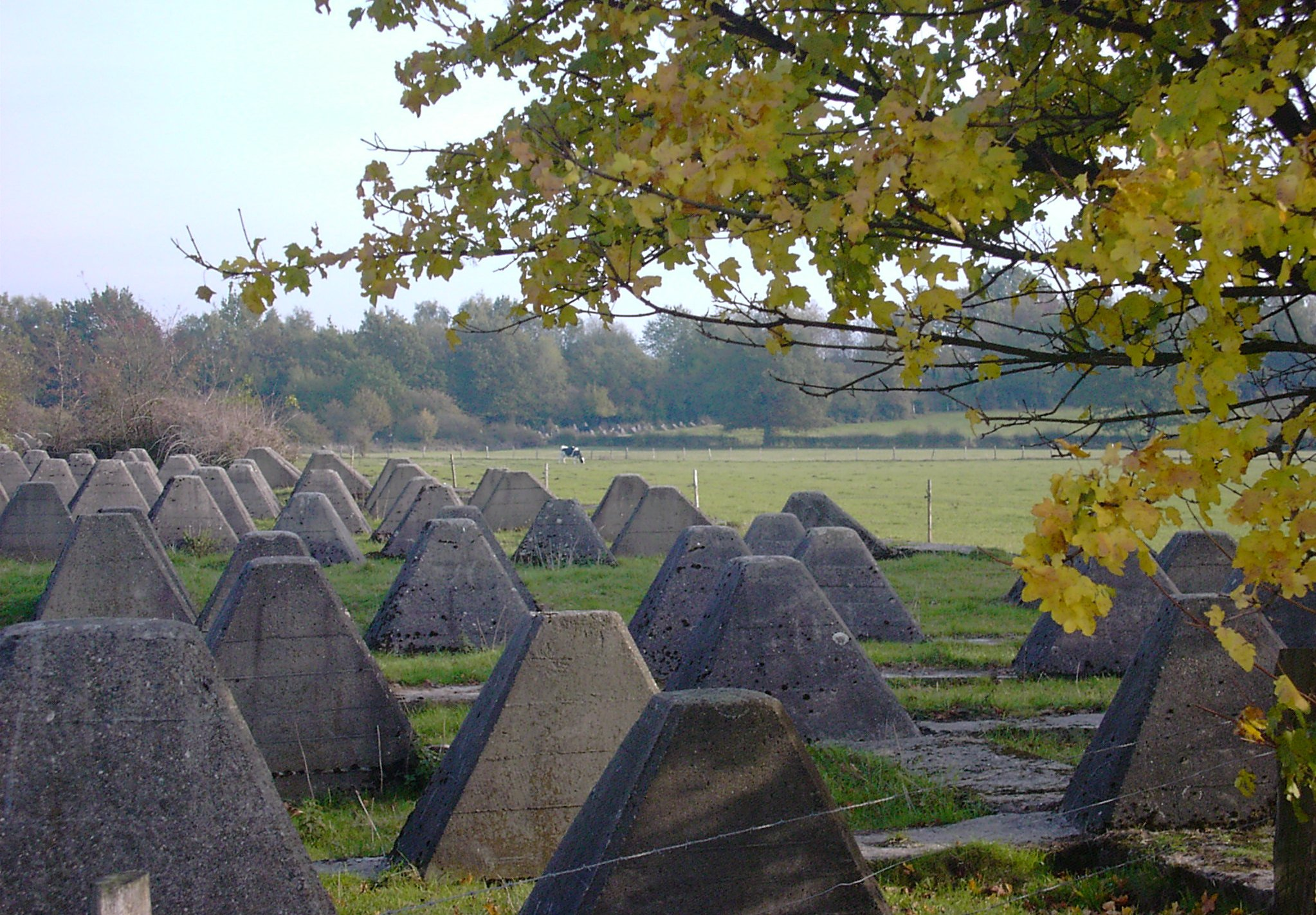
...contramobiliteit...

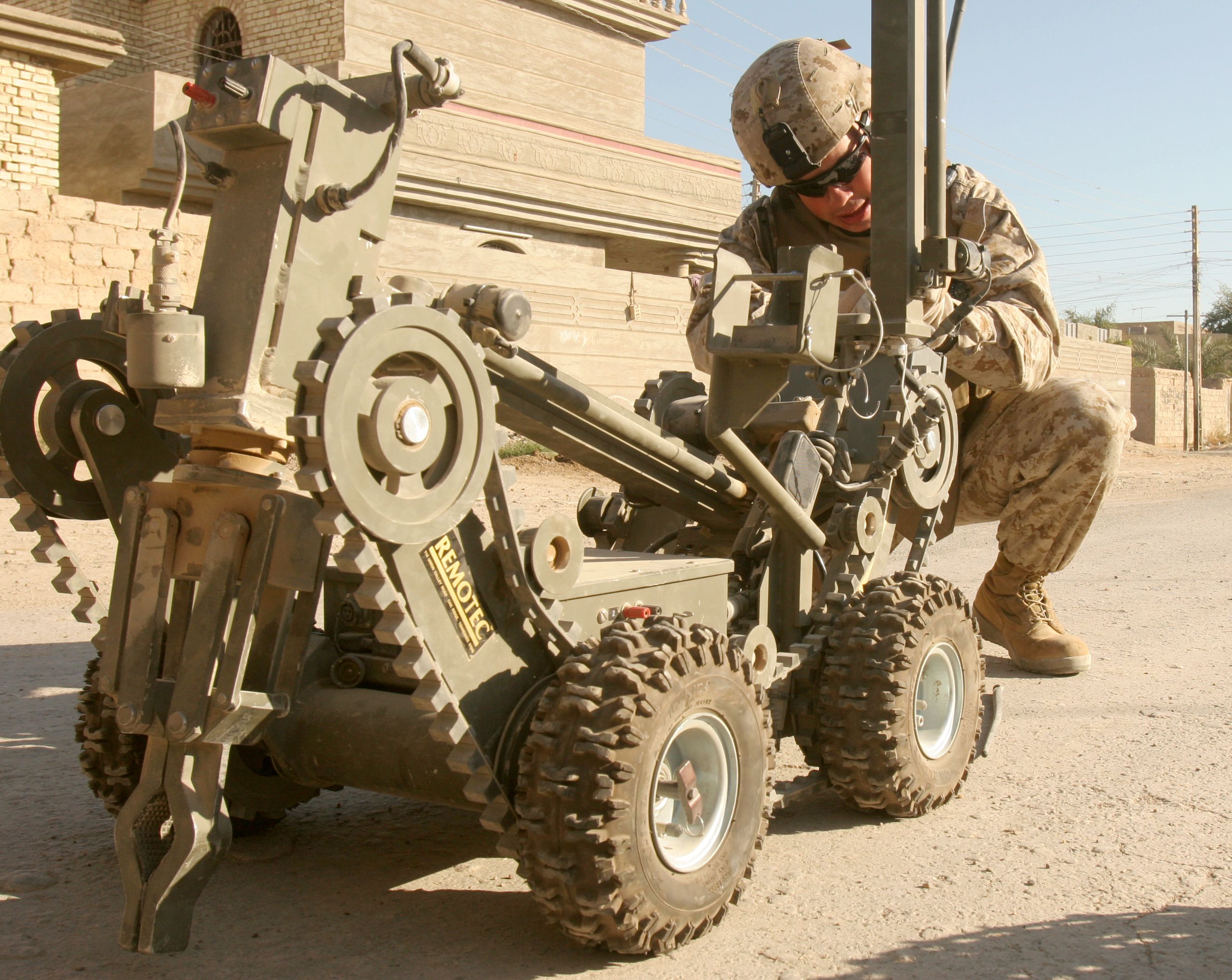
...bescherming,...

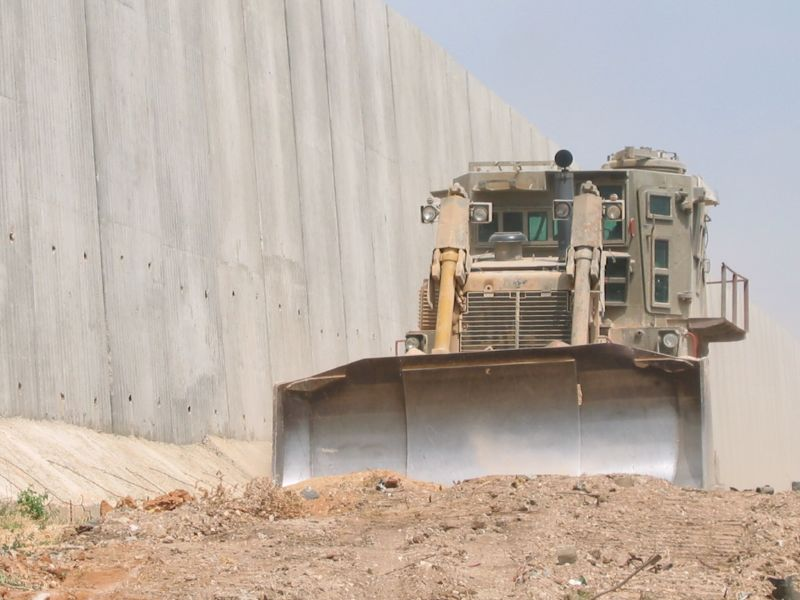
...en algemene genietaken.

De genie is een onderdeel binnen de krijgsmacht. Het woord genie komt van het Franse woord génie en is verwant aan het woord ingenieur. Tegenwoordig heeft de genie de volgende taakstelling:
MobiliteitHet terrein dusdanig conditioneren zodat eigen eenheden geen hinder hebben van natuurlijke en kunstmatige hindernissen.
ContramobiliteitHet terrein dusdanig voorzien van hindernissen of obstakels dat vijandelijke eenheden gestopt dan wel vertraagd worden of gedwongen van richting worden veranderd.
BeschermingHet beschermen van de eigen eenheden door het bouwen van beschermingsconstructies.
Algemene genietakenHet slaan van waterputten, opzetten van kampementen en het bouwen van (al dan niet tijdelijke) gebouwen en kunstwerken (infrastructuur).

## Specialismen
De genie kent de volgende drie grote 'algemene' specialismen:
1. Gevechtsondersteuning: Het leggen en doorbreken van mijnenvelden, bouwen en vernielen van bruggen. De militair die zich bezighoudt met het verwijderen van mijnen wordt wel mineur genoemd. Onder deze taak valt ook het "in het veld" ondersteunen van gevechtseenheden die schade aan voertuigen hebben opgelopen.
2. Constructie: Waaronder bouwtechniek, installatietechniek en elektrotechniek;
3. Algemene taken: Advisering aan een hogere commandant als het gaat om de inzet van geniemiddelen, voorbereiden en plannen.

Daarnaast zijn er nog specialisten op het gebied van:
- Duiken;
- Brugslag (vast of drijvend);
- Grond-, weg- en waterbouw;
- CBRN-ontsmetting (Chemisch, Biologisch, Radioactief, Nucleair)

De genie wordt regelmatig ingezet in missies in het buitenland voor het openhouden van routes (mobiliteit), het bouwen en onderhouden van kampen voor eigen troepen, humanitaire taken en het uitzetten van het piket. De uitzenddruk bij het onderdeel is dan ook relatief groot.
Nederland kent het 101 Geniebataljon gelegerd in Wezep, het 11 Pantsergeniebataljon gelegerd in Wezep, het 41 Pantsergeniebataljon gelegerd in Oirschot, 11 Geniecompagnie Air Assault gelegerd in Schaarsbergen en het OTCGenie (Opleidings- en Trainingcentrum Genie) gelegerd in Vught. Deze eenheden vormen onderdeel van het Regiment Genietroepen.
België kent het 11e Geniebataljon te Burcht, het Departement Genie in Amay (opleiding) en het 4e Geniebataljon te Amay.